# Oldřich Kryštofek
Oldřich Kryštofek (7. června 1922 Praha – 22. listopadu 1985 Praha nebo 28. listopadu 1985 Třebotov) byl český básník, novinář, spisovatel, autor literatury pro děti a v letech 1968–1969 předseda České rady Pionýra. V letech 1956–1961 byl šéfredaktorem Pionýrských novin.
Jako jeden z vedoucích představitelů reformních demokratizačních proudů v pionýrské organizaci stál v dubnu 1968 u vzniku samostatného Pionýra, v červnu 1968 byl pak zvolen předsedou České rady Pionýra. Po začátku normalizace v průběhu roku 1969 však z funkce předsedy ČRP odstoupil a 24. ledna 1970 byl z Pionýra vyloučen. Po roce 1970 následně nemohl oficiálně publikovat.

## Dílo
- Hranice: verše 1942–1944. 1. vyd. Praha: Jos. R. Vilímek, 1945. 105 s.